# Хельвиг Шлезвигская
Хельвиг Шлезвигская (дат. Helvig af Slesvig; около 1320 — около 1374, Эсрумский монастырь, Ховедстаден) — королева-консорт Дании, жена короля Дании Вальдемара IV и мать королевы Дании, Норвегии и Швеции Маргариты Датской.

## Жизнь
Хельвиг была дочерью Эрика II, герцога Шлезвига, и его жены, Адельгейды Гольштейн-Рендсбургской. Её братом был Вальдемар V, герцога Шлезвига. Дата её рождения неизвестна, но поскольку она и её брат были детьми во время смерти своего отца в 1325 году, она родилась примерно в 1320 году.
Её брат боролся за датский трон с королём Кристофером II; он был королём Дании (под именем Вальдемар III Дании) с 1326 по 1329 год под опекой своего дяди по материнской линии Герхарда III, графа Гольштейна-Рендсбургского. В конце 1330-х годов её брат заключил союз с сыном короля Кристофера Вальдемаром IV против своего дяди Герхарда и в этой связи выдал Хельвиг замуж за Вальдемара IV. Приданым была заложенная Северная Ютландия (одна четвёртая территории Ютландии к северу от реки Кондже). Свадьба состоялась в замке Сённерборг в 1340 году. После свадьбы пара отправилась в Виборг, где их официально приветствовали как короля и королеву Дании.
О королеве Хельвиг сохранилось мало информации. Она не была политически активной и не сыграла важную роль на другом поприще: например, ожидалось, что она будет регентом во время паломничества Вальдемара в 1346 году, однако не упоминается, была ли она регентом на деле. Известно, что до рождения будущей королевы Маргариты Датской в 1353 году она жила с Вальдемаром, но после этого года больше нет записей, что она живёт с мужем как его королева.
Традиционно считается, что король Вальдемар заставил королеву Хельвиг отречься и заключил её под домашний арест в замке Сёрборг за прелюбодеяние. Эта теория была основана на старой народной песне, в которой описывается любовная интрижка между королевой и рыцарем. Эта история не подтверждена. Другая теория утверждает, что это Хельвиг покинула Вальдемара из-за его измены с любовницей Товой; согласно этой версии она перебралась в Эсрумский монастырь в 1355 году. Ни одна из этих теорий не подтверждена, и истинная причина их расставания неизвестна.
Королева Хельвиг жила отдельно от короля Вальдемара в Эсрумском монастыре как мирянка, где умерла и была похоронена в монастырской церкви. Через год после её смерти умер и её супруг, а её дочь стала регентом Дании. В 1377 году королева Маргарита получила от Папы Римского разрешение разрешение на перезахоронение матери в Сорё, однако это так и не было осуществлено.

## Дети
У Хельвиг и Вальдемара IV было как минимум шестеро детей:
- Христофор, герцог Лолланна (1344—1363)
- Маргарита (1345—1350), была обручена с Генрихом III Мекленбургским
- Ингеборга (1347—1370), замужем за Генрихом III Мекленбургским, бабушка короля Дании, Норвегии и Швеции Эрика Померанского
- Катарина (1349); умерла в младенчестве
- Вальдемар (1350); умер в младенчестве
- Маргарита (1353—1412), королева Дании, Норвегии и Швеции